# شيهم سومطري
الشيهم السومطري (الاسم العلمي: Hystrix sumatrae)، نوع من القوارض يتبع جنس نيص وفصيلة شيهم العالم القديم. متوطن في جزيرة سومطرة الإندونيسية. ويُصطاد من قبل الصيادين ليؤكل.